# Micronia aculeata
Micronia aculeata är en fjärilsart som beskrevs av Achille Guenée 1857. Micronia aculeata ingår i släktet Micronia och familjen Uraniidae. Inga underarter finns listade i Catalogue of Life.

## Bildgalleri

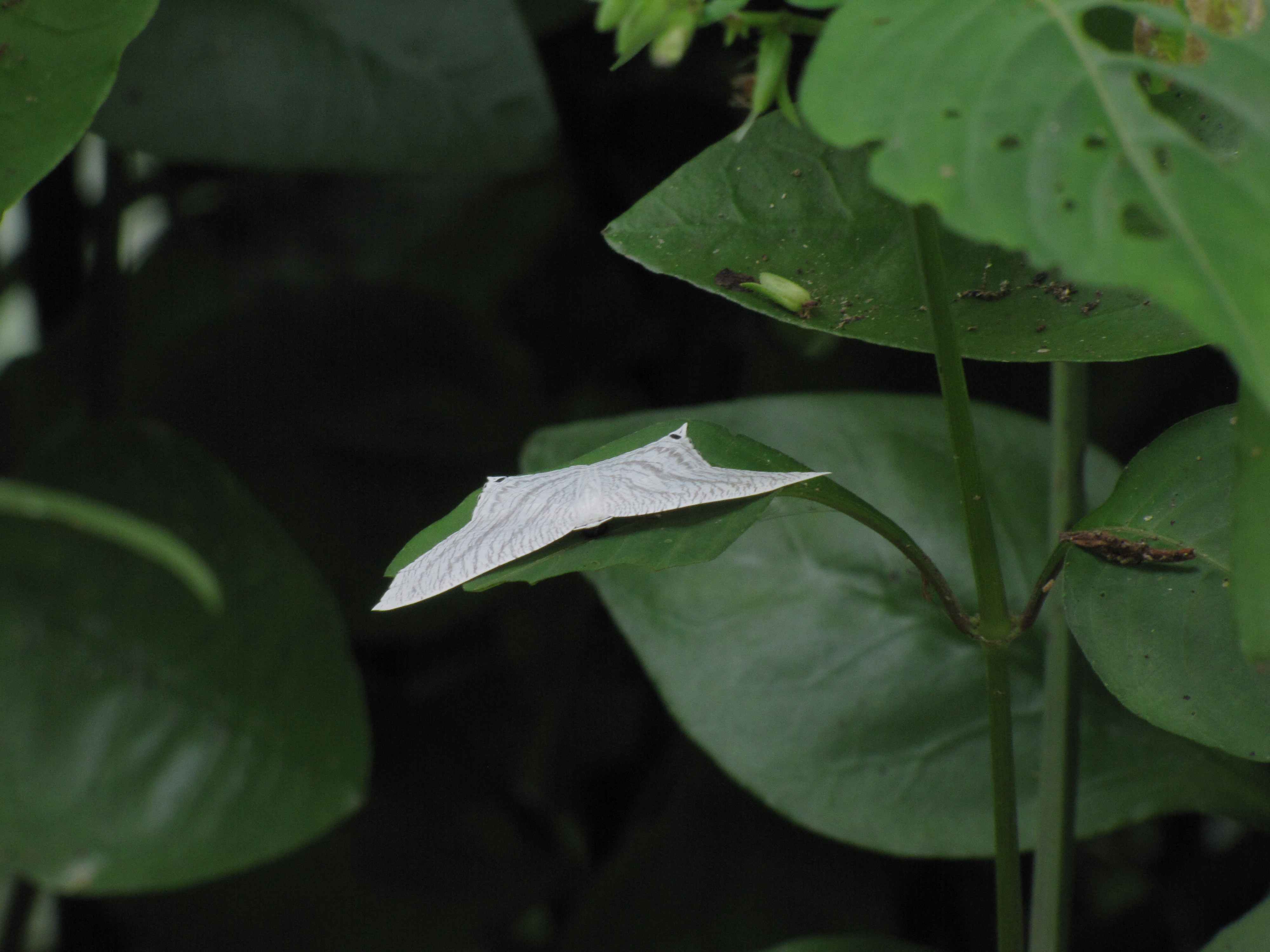